# Double Asteroid Redirection Test
Double Asteroid Redirection Test (DART) a fost o misiune spațială NASA concepută pentru a testa o metodă de apărare planetară împotriva obiectelor din apropierea Pământului (NEO). Asteroidul țintă selectat, Dimorphos, este un satelit minor a asteroidului Didymos; nici unul dintre cei doi asteroizi nu reprezintă o amenințare de impact pentru Pământ. Lansată de pe Pământ la 24 noiembrie 2021, sonda a lovit în mod deliberat micul satelit Dimorphos, la 26 septembrie 2022 la ora 23:14 UTC, pentru a testa dacă energia cinetică a impactului ar putea devia cu succes un asteroid aflat în curs de coliziune cu Pământul. Impactul a scurtat orbita asteroidului cu 32 de minute, depășind cu mult pragul de succes predefinit de 73 de secunde. Succesul DART în devierea lui Dimorphos s-a datorat transferului de impuls asociat reculului resturilor ejectate, care a fost substanțial mai mare decât cel cauzat de impactul propriu-zis.
DART este un proiect comun între NASA și Laboratorul de Fizică Aplicată Johns Hopkins (APL). Proiectul a fost finanțat prin intermediul Biroului de Coordonare a Apărării Planetare al NASA,  gestionat de Biroul de Program pentru Misiuni Planetare al NASA de la Centrul de Zboruri Spațiale Marshall, iar mai multe laboratoare și birouri NASA au oferit sprijin tehnic. Agenția Spațială Italiană a contribuit cu LICIACube, un CubeSat care a fotografiat evenimentul de impact, iar alți parteneri internaționali, cum ar fi Agenția Spațială Europeană (ESA), și Agenția Japoneză de Explorare Aerospațială (JAXA), contribuie la proiecte conexe sau ulterioare.

## Istoric
La începutul anului 2013, Agenția Spațială Europeană (ESA) și NASA au decis să dezvolte o misiune comună pentru a evalua metoda de deviere a unui obiect din apropierea Pământului. Această colaborare, numită AIDA, include impactorul DART (Double Asteroid Redirection Test) dezvoltat sub supravegherea agenției spațiale americane și un orbitator AIM (Asteroid Impact Monitoring) dezvoltat de ESA și responsabil cu analiza efectelor „impactului”. În decembrie 2016, Agenția Spațială Europeană decide să renunțe la participarea la proiect, adică la dezvoltarea AIM, în urma unei decizii a Germaniei care alege să finanțeze în primul rând proiectul ExoMars. NASA a decis să continue dezvoltarea pe cont propriu a impactorului DART, urmând ca observatoarele terestre să analizeze rezultatul și să îndeplinească rolul pe care ar fi trebuit să-l asume AIM.
Proiectarea detaliată și fabricarea DART este realizată de Applied Physics Laboratory (APL) de la Universitatea Johns Hopkins, care are o istorie lungă în dezvoltarea sondelor spațiale. Faza de fabricație a început la sfârșitul lunii iulie 2018, iar în aprilie 2019 racheta Falcon 9 este selectată pentru a lansa misiunea DART.
Asteroidul Dimorphos este ales ca țintă pentru impactorul DART. În 2019 începe o campanie internațională de observări ale lui Dimorphos, misiune coordonată de Cristina Thomas de la Universitatea din Northern Arizona. Caracteristicile orbitei sunt cunoscute cu puțină precizie deoarece acest obiect foarte mic (160 de metri în diametru) este greu de observat chiar și cu cele mai puternice telescoape. Cu toate acestea, această informație este crucială atât pentru ca impactul să se producă în modul cel mai eficient și cel mai bine controlat (cantitatea de combustibil transportată de DART nu permite modificarea semnificativă a orei de sosire odată ce nava spațială este în drum spre ținta sa), cât și pentru măsurarea cu precizie a schimbării orbitei indusă de impact.
Costul total al misiunii este estimat în 2021 la 329,5 milioane USD, inclusiv 68,8 milioane pentru lansare și 16,5 milioane pentru operațiunile de zbor care durează aproximativ un an.

## Ținta: asteroidul binar Didymos
Ținta misiunii a fost Dimorphos din sistemul 65803 Didymos, un sistem binar de asteroizi în care un asteroid este orbitat de un altul mai mic. Asteroidul primar (Didymos A) are un diametru de aproximativ 780 m; asteroidul-lună Dimorphos (Didymos B) are un diametru de aproximativ 160 m și se află pe o orbită situată la aproximativ 1 km de asteroidul primar. Masa sistemului Didymos este estimată la 528 de miliarde de kg, Dimorphos cuprinzând 4,5 miliarde de kg din acest total.  Alegerea unui sistem binar de asteroizi este avantajoasă, deoarece modificările vitezei lui Dimorphos pot fi măsurate prin observarea momentului în care Dimorphos trece ulterior prin fața companionului său, provocând o scădere a luminii care poate fi observată de telescoapele terestre. Dimorphos a fost ales, de asemenea, datorită dimensiunii sale adecvate; se află în intervalul de mărime al asteroizilor pe care ne-am dori să-l deviem, dacă s-ar afla pe un curs de coliziune cu Pământul. În plus, sistemul binar era relativ aproape de Pământ în 2022, la aproximativ 11 milioane de km. Sistemul Didymos nu este un asteroid care să traverseze Pământul și nu există posibilitatea ca experimentul de deviere să creeze un pericol de impact. La 4 octombrie 2022, Didymos s-a aflat la 10,6 milioane de km de Terra.

### Pregătiri înainte de zbor

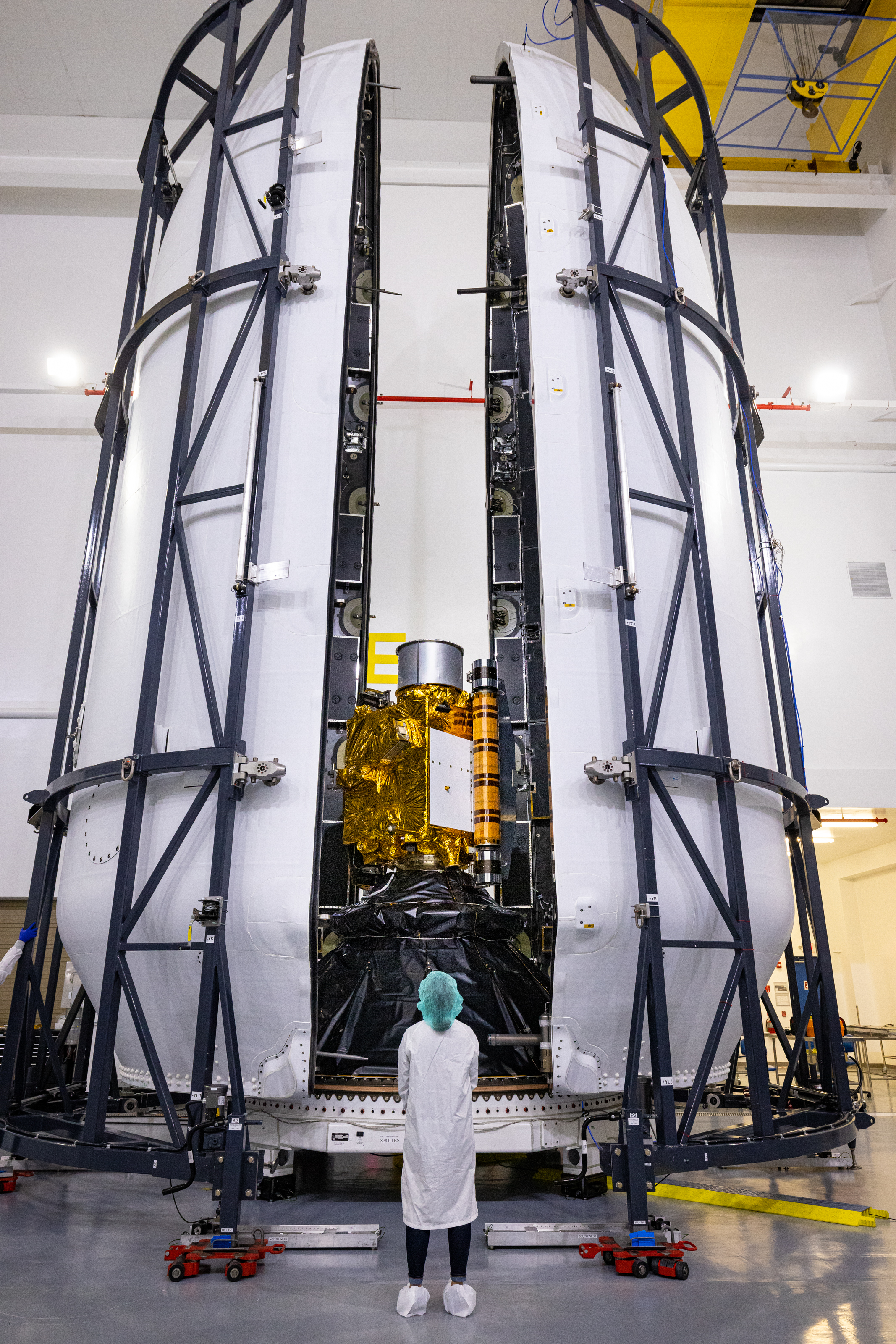
DART fiind încapsulat în carlinga încărcăturii utile Falcon 9 pe 16 noiembrie 2021

Pregătirile de lansare pentru DART au început la 20 octombrie 2021, când nava spațială a început să alimenteze la Baza Forțelor Spațiale Vandenberg (VSFB) din California. Nava spațială a ajuns la Vandenberg la începutul lunii octombrie 2021, după un drum prin țară. Membrii echipei DART au pregătit nava spațială pentru zbor, testând mecanismele și sistemul electric al navei spațiale, învelind părțile finale în pături izolatoare multistrat și exersând secvența de lansare atât de la locul de lansare, cât și de la centrul de operațiuni de misiune de la APL. DART s-a îndreptat spre instalația de procesare a încărcăturii utile SpaceX de pe VSFB la 26 octombrie 2021. Două zile mai târziu, echipa a primit undă verde pentru a umple rezervorul de combustibil al lui DART cu aproximativ 50 kg de propulsor hidrazină pentru manevrele navei spațiale și controlul atitudinii. DART a transportat, de asemenea, aproximativ 60 kg de xenon pentru motorul ionic NEXT-C. Inginerii au încărcat xenonul înainte ca nava spațială să părăsească APL la începutul lunii octombrie 2021.
Începând cu 10 noiembrie 2021, inginerii au cuplat nava spațială la adaptorul care se suprapune pe partea superioară a vehiculului de lansare SpaceX Falcon 9. Tehnicienii de la SpaceX au instalat cele două jumătăți ale carcasei în jurul navei spațiale pe parcursul a două zile, 16 și 17 noiembrie, în interiorul instalației de procesare a încărcăturii utile SpaceX de la Baza Forțelor Spațiale Vandenberg, iar echipele de la sol au finalizat cu succes o revizuire a pregătirii pentru zbor mai târziu în acea săptămână, cu carapacea atașată apoi la rachetă.
Cu o zi înainte de lansare, vehiculul de lansare a ieșit din hangar și a ajuns pe rampa de lansare de la Vandenberg Space Launch Complex 4 (SLC-4E); de acolo, a decolat pentru a începe călătoria către sistemul Didymos și a propulsat nava spațială în spațiu.

### Derularea impactului
Cu două luni înainte de impact, la 27 iulie 2022, camera DRACO a detectat sistemul Didymos de la aproximativ 32 de milioane de km distanță și și-a rafinat traiectoria. Nanosatelitul LICIACube a fost lansat la 11 septembrie 2022, cu 15 zile înainte de impact. Cu patru ore înainte de impact, la aproximativ 90.000 km distanță, DART a început să funcționeze în autonomie completă sub controlul sistemului său de ghidare SMART Nav.  Cu trei ore înainte de impact, DART a efectuat un inventar al obiectelor din apropierea țintei. Nouăzeci de minute înainte de coliziune, când DART se afla la 38.000 km de Dimorphos, a fost stabilită traiectoria finală. Când DART s-a aflat la 24.000 km, Dimorphos a devenit vizibil prin intermediul camerei DRACO care apoi a continuat să captureze imagini ale suprafeței asteroidului și să le transmită în timp real.
DRACO a fost singurul instrument capabil să ofere o vedere detaliată a suprafeței lui Dimorphos. Utilizarea propulsoarelor DART a provocat vibrații în întreaga navă spațială și în panourile solare, rezultând imagini neclare. Pentru a asigura imagini clare, ultima corecție a traiectoriei a fost executată cu 4 minute înainte de impact, iar propulsoarele au fost dezactivate ulterior. Ultima imagine completă, transmisă cu două secunde înainte de impact, are o rezoluție spațială de aproximativ 3 centimetri per pixel. Impactul a avut loc la 26 septembrie 2022, la ora 23:14 UTC.
Impactul frontal al navei spațiale DART de 500 kg  la 6,6 km/s  a furnizat probabil o energie de aproximativ 11 gigajouli, echivalentul a aproximativ trei tone de TNT, și era de așteptat să reducă viteza orbitală a lui Dimorphos între 1,75 cm/s și 2,54 cm/s, în funcție de numeroși factori, cum ar fi porozitatea materialului. Reducerea vitezei orbitale a lui Dimorphos îl aduce mai aproape de Didymos, ceea ce duce la o accelerație gravitațională mai mare a lunii și, prin urmare, o perioadă orbitală mai scurtă. Deși modificarea orbitei lui Dimorphos este mică, decalajul în poziția sa orbitală se va acumula și va deveni mai vizibil în timp. Reducerea perioadei orbitale de la impactul frontal servește la facilitarea observațiilor la sol ale lui Dimorphos.

Ultimele imagini înainte de impact
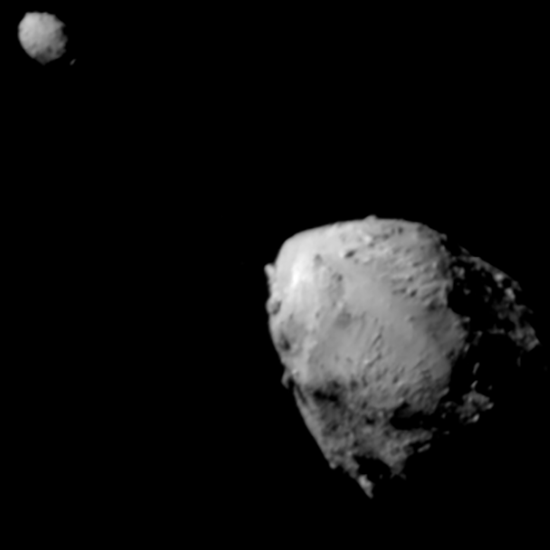
Didymos și Dimorphos fotografiate cu 2,5 minute înainte de impact
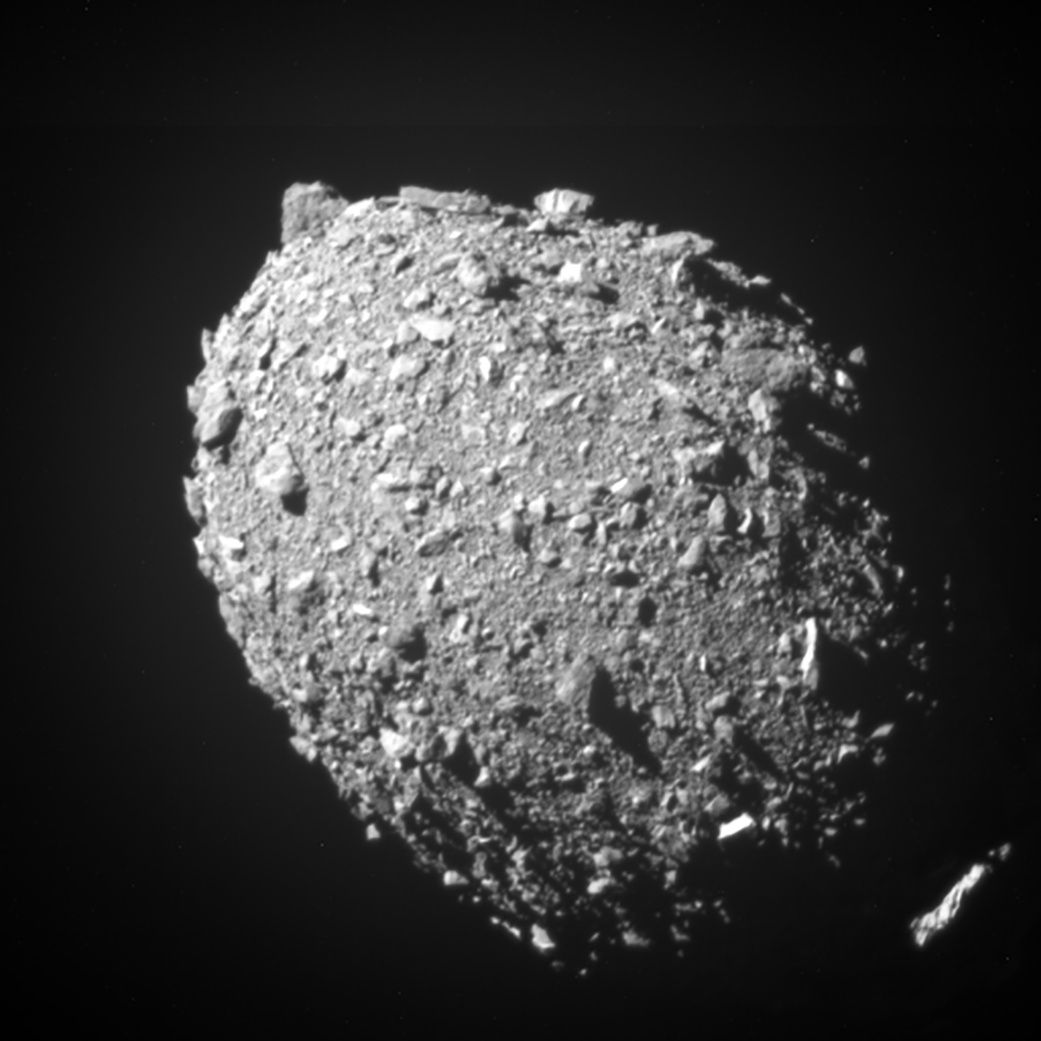
Vedere generală a lui Dimorphos.
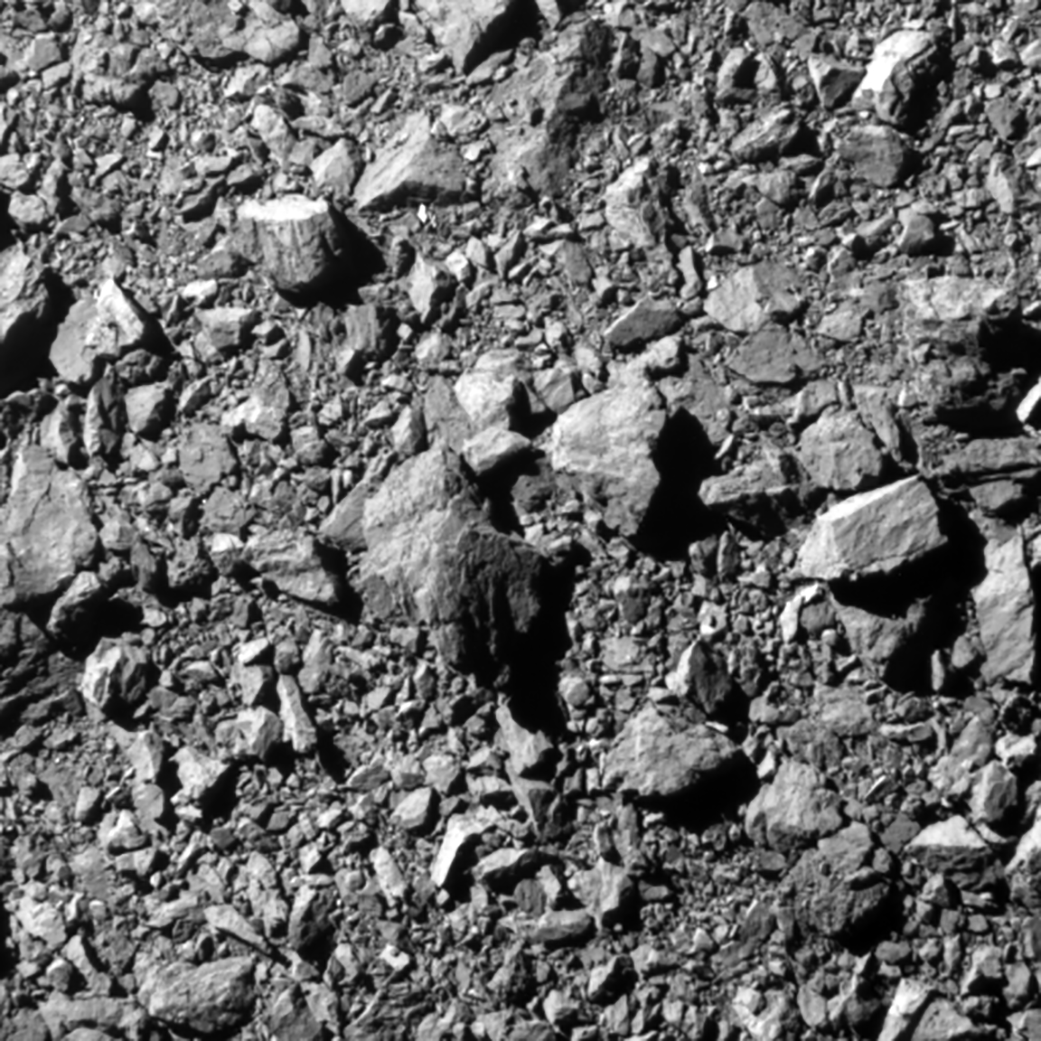
Dimorphos, imagine realizată cu două secunde înainte de impact, de la o distanță de 12 kilometri. Porțiunea de teren fotografiată are 31 de metri lățime.
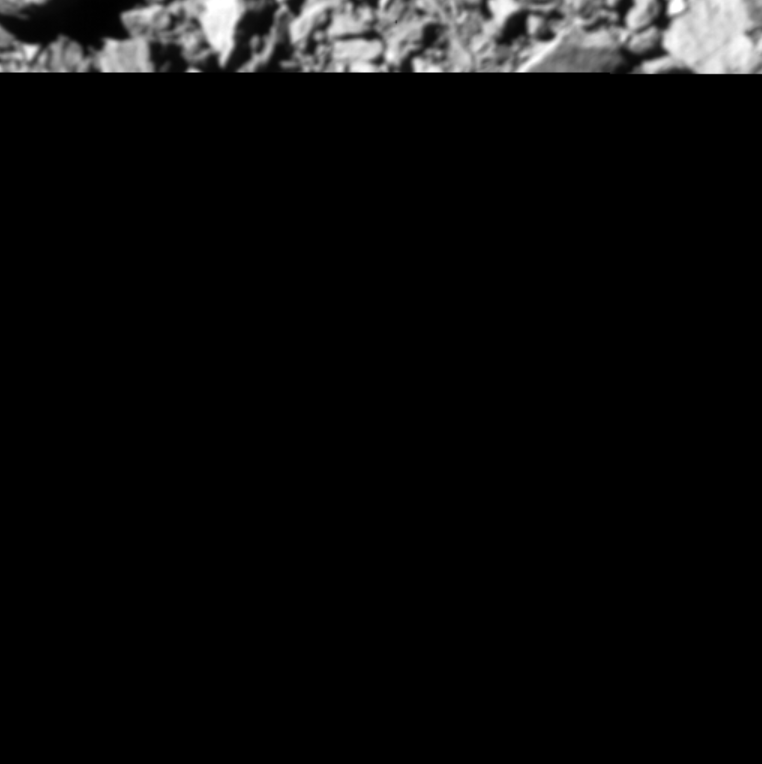
Ultima imagine parțială realizată de DART înainte de impact, transmisia imaginii a fost întreruptă de distrugerea navei spațiale și a întregului echipament de transmisie.

## Efectul impactului asupra orbitei lui Dimorphos și Didymos
Nava spațială a lovit Dimorphos din direcția opusă mișcării asteroidului. În urma ciocnirii, viteza orbitală a lui Dimorphos a scăzut ușor, ceea ce a avut ca efect reducerea razei orbitei sale în jurul lui Didymos. Traiectoria lui Didymos a fost, de asemenea, modificată, dar invers proporțional cu raportul dintre masa sa și masa mult mai mică a lui Dimorphos.
Impactul DART a excavat materialele de suprafață/sub suprafață ale Dimorphos, ducând la formarea unui crater și/sau o anumită magnitudine a remodelării (adică, schimbarea formei fără pierderi semnificative de masă).  Remodelarea oricărui corp va modifica câmpul gravitațional reciproc, ducând la o schimbare a perioadei orbitale induse de remodelare, în plus față de schimbarea perioadei orbitale induse de impact. 

## Observații ale impactului
În momentul impactului, Dimorphos se afla la aproximativ 11,2 milioane de kilometri distanță. Patru observatoare optice mari au fost mobilizate pentru a măsura efectele impactului DART asupra Dimorphos. Acestea sunt observatoarele: Lowell, Magdalena Ridge, Las Cumbres și Las Campanas. Modificarea vitezei lui Dimorphos rezultată în urma impactului se obține prin măsurarea noii perioade orbitale. Deoarece o măsurare directă este imposibilă (Dimorphos este prea mic), ea este determinată prin observarea variațiilor de luminozitate a lui Didymos (magnitudine aparentă 14 până la 15) atunci când satelitul său Dimorphos trece între Pământ și acesta. 
Schimbarea orbitei lui Dimorphos în jurul lui Didymos a fost detectată de telescoapele optice care urmăreau eclipsele reciproce ale celor două corpuri prin fotometrie pe perechea Dimorphos-Didymos. În plus față de observațiile radar, acestea au confirmat că impactul a scurtat perioada orbitală a lui Dimorphos cu 32 de minute. Pe baza perioadei orbitale binare scurtate, a fost determinată reducerea instantanee a componentei vitezei lui Dimorphos de-a lungul traiectoriei sale orbitale, ceea ce a indicat faptul că o cantitate substanțial mai mare de impuls a fost transferată către Dimorphos din materialul de impact care a scăpat decât din impactul în sine. În acest fel, impactul cinetic DART a fost foarte eficient în devierea lui Dimorphos.

## Misiune de urmărire
În cadrul unui proiect de colaborare, Agenția Spațială Europeană dezvoltă Hera, o navă spațială care va fi lansată spre Didymos în 2024 și va ajunge în 2026 (la 5 ani după impactul cu DART), pentru a face o recunoaștere și o evaluare detaliată. Hera ar urma să transporte două CubeSats, Milani și Juventas.

## Galerie

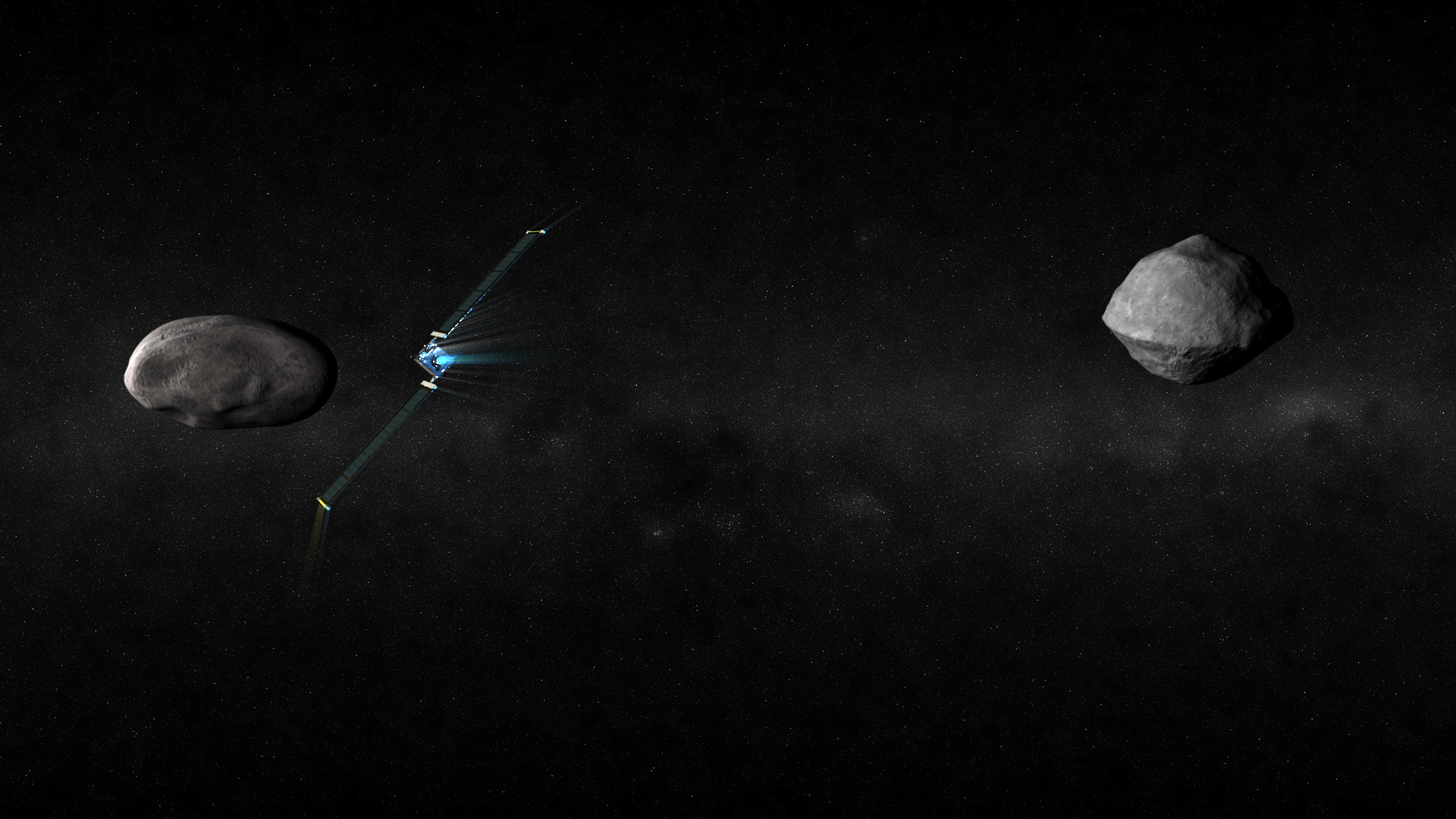
DART în sistemul Didymos
- Videoclip animat al Misiunii DART de la lansare până la impact, împreună cu separarea de LICIACube
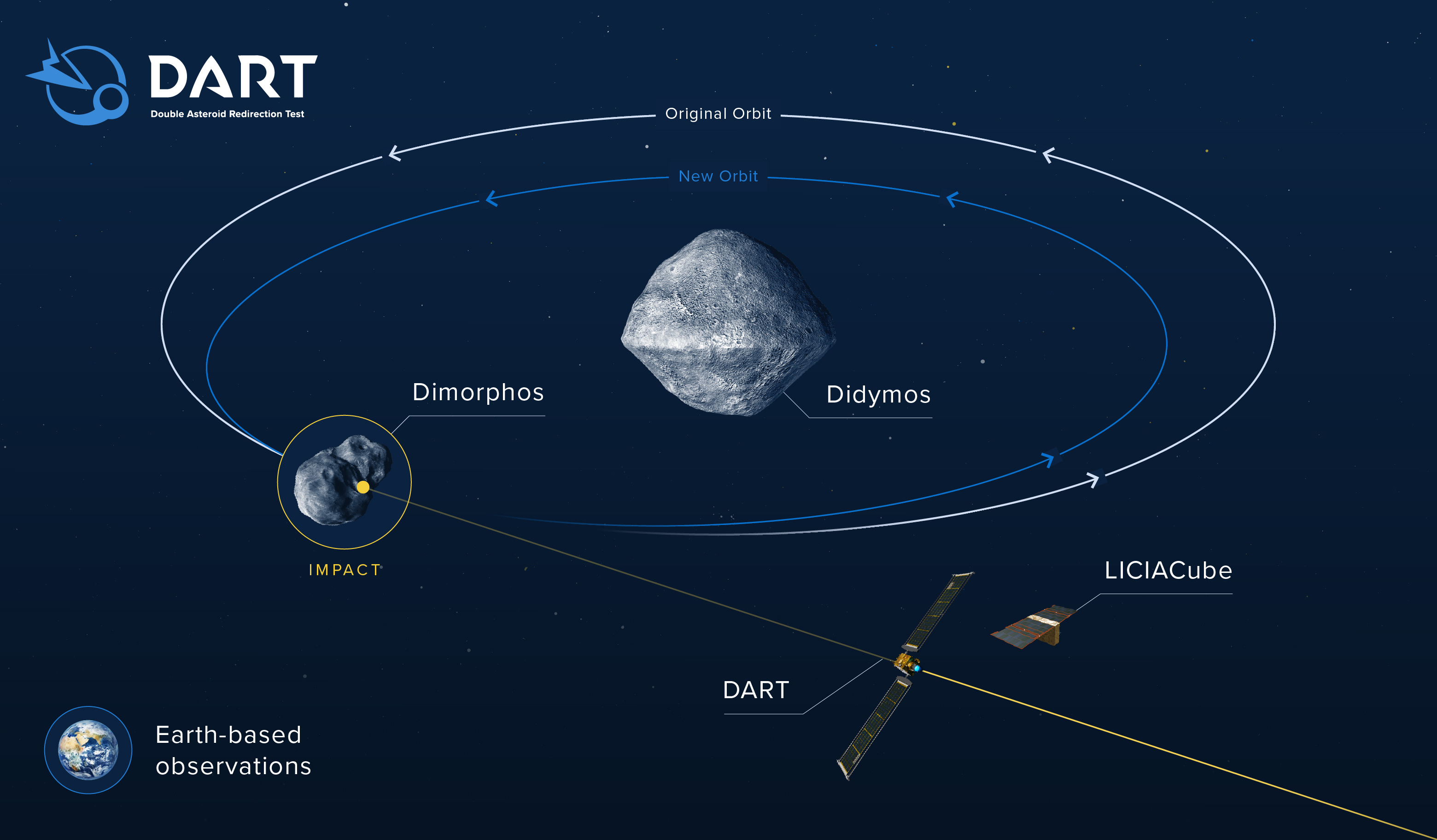
Derularea impactului
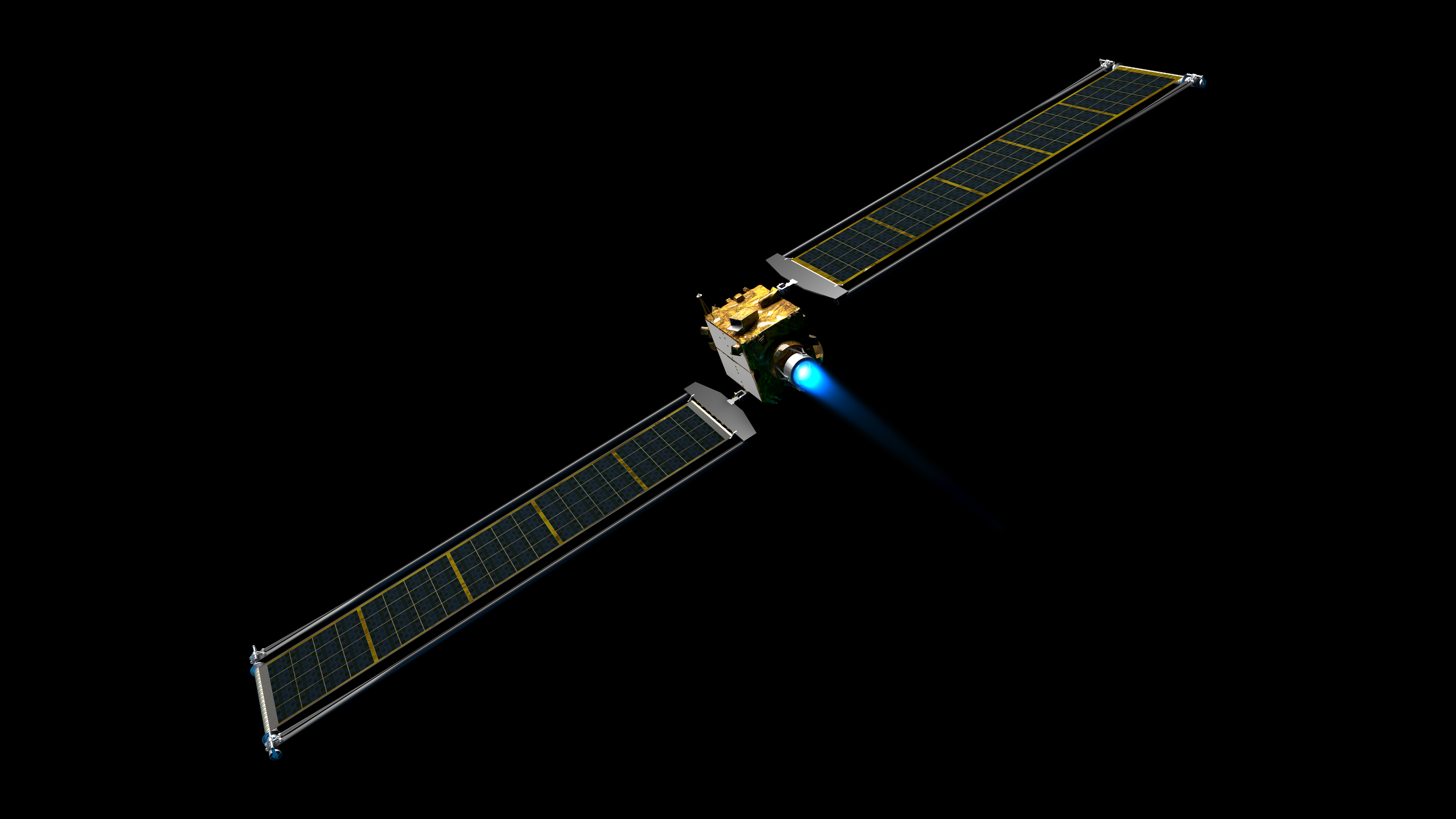
Impulsoare de ioni ale lui DART
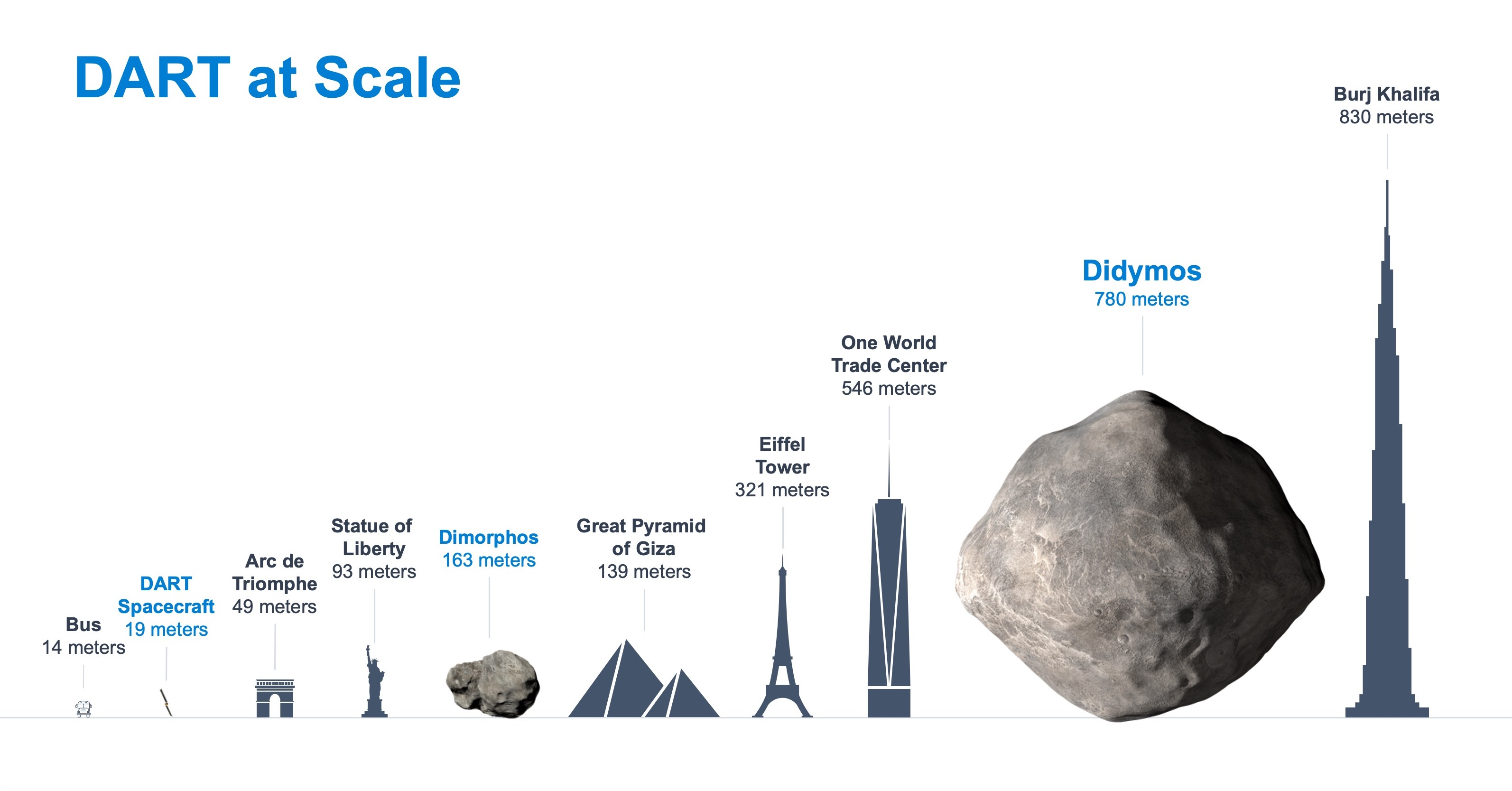
Dimensiunea lui DART și a celor doi asteroizi Didymos
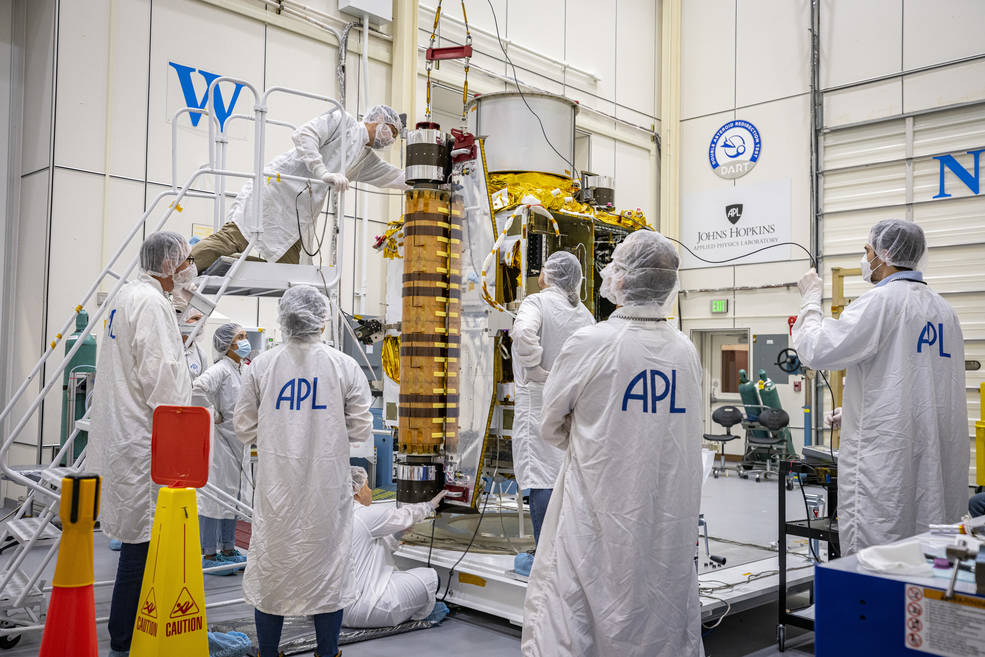
Instalarea ROSA pe DART
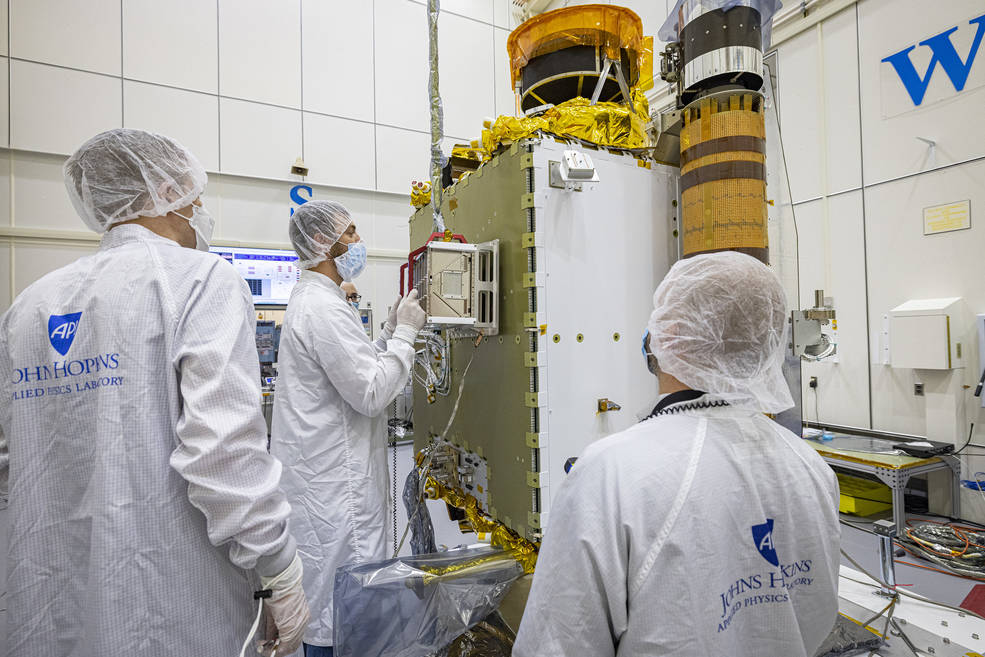
Integrarea LICIACube CubeSat pe nava spațială DART
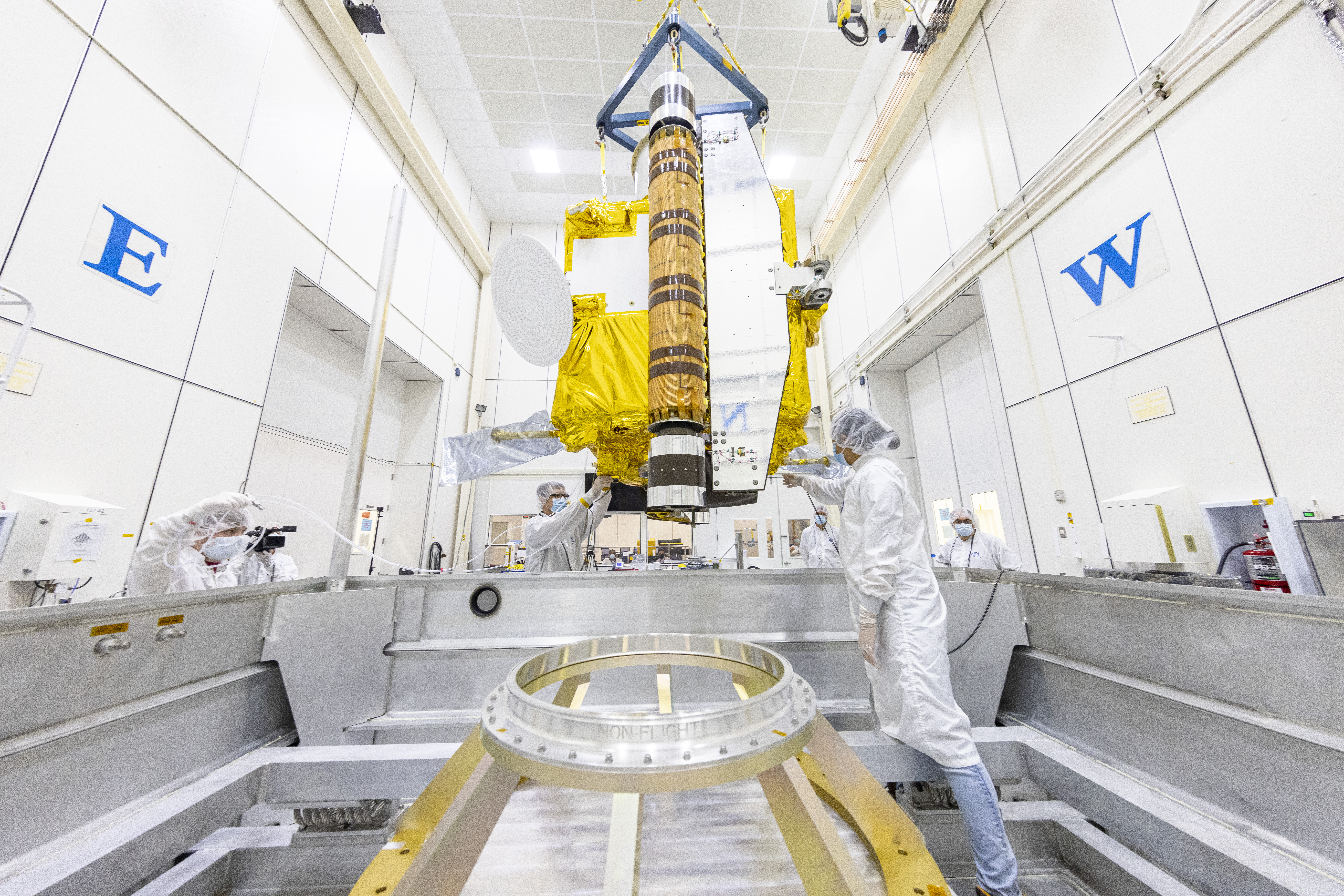
DART la Baza Forțelor Spațiale Vandenberg
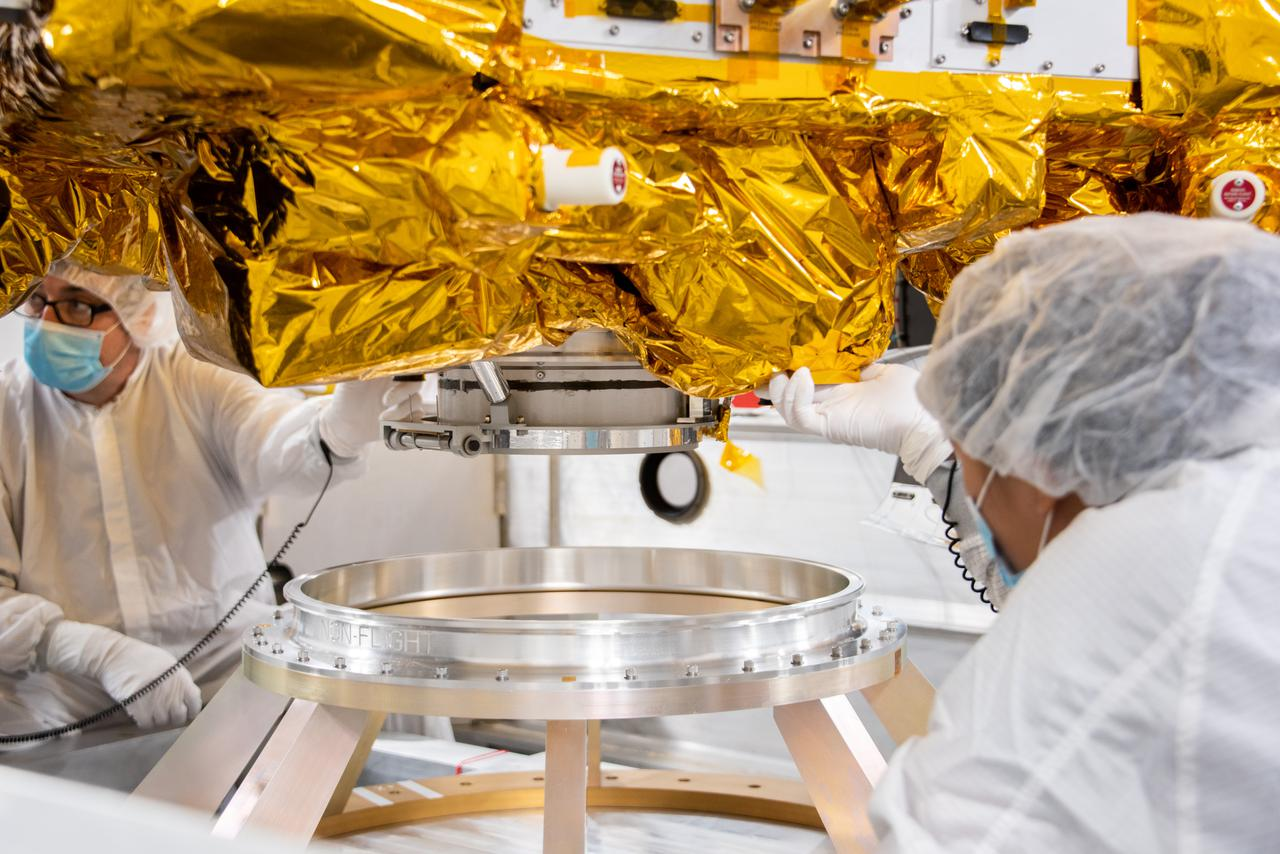
Procesare DART